# Poecilopachys
Genre
Poecilopachys est un genre d'araignées aranéomorphes de la famille des Araneidae.et de la sous-famille des Cyrtarachninae.

## Distribution
Les espèces de ce genre se rencontrent en Océanie.

## Description
La femelle, longue en moyenne de 8 mm, a des couleurs brillantes sur la face supérieure de l' abdomen qui est jaune, rougeâtre et olive avec des zones d 'un blanc très pur, l'une antérieure arquée et deux postérieures en "cornes" que centre une épine. 
Les mâles adultes sont beaucoup plus petits (2.5–3 mm), ternes et sans épines de sorte qu'ils ont été décrits initialement comme une autre espèce, Cyrtarachne setosa.

## Anatomie interne

### Glandes séricigènes
La femelle de Poecilopachys australasia possède dans son abdomen un  appareil séricigène dont les catégories glandulaires sont bien propres à la famille des Araneidae. Parmi elles, des glandes piriformes biparties (Fig.1) et surtout, des glandes agrégées remarquables par leur développement considérable (Fig.1 à 3) avec des lobes de grande taille englobant les organes voisins. Leur canal excréteur (Fig.1) , ici comme chez Araneus et d'autres Araneidae montre une cuticule et trois couches cellulaires,  l'externe formant des nodules acidophiles d'une remarquable extension.

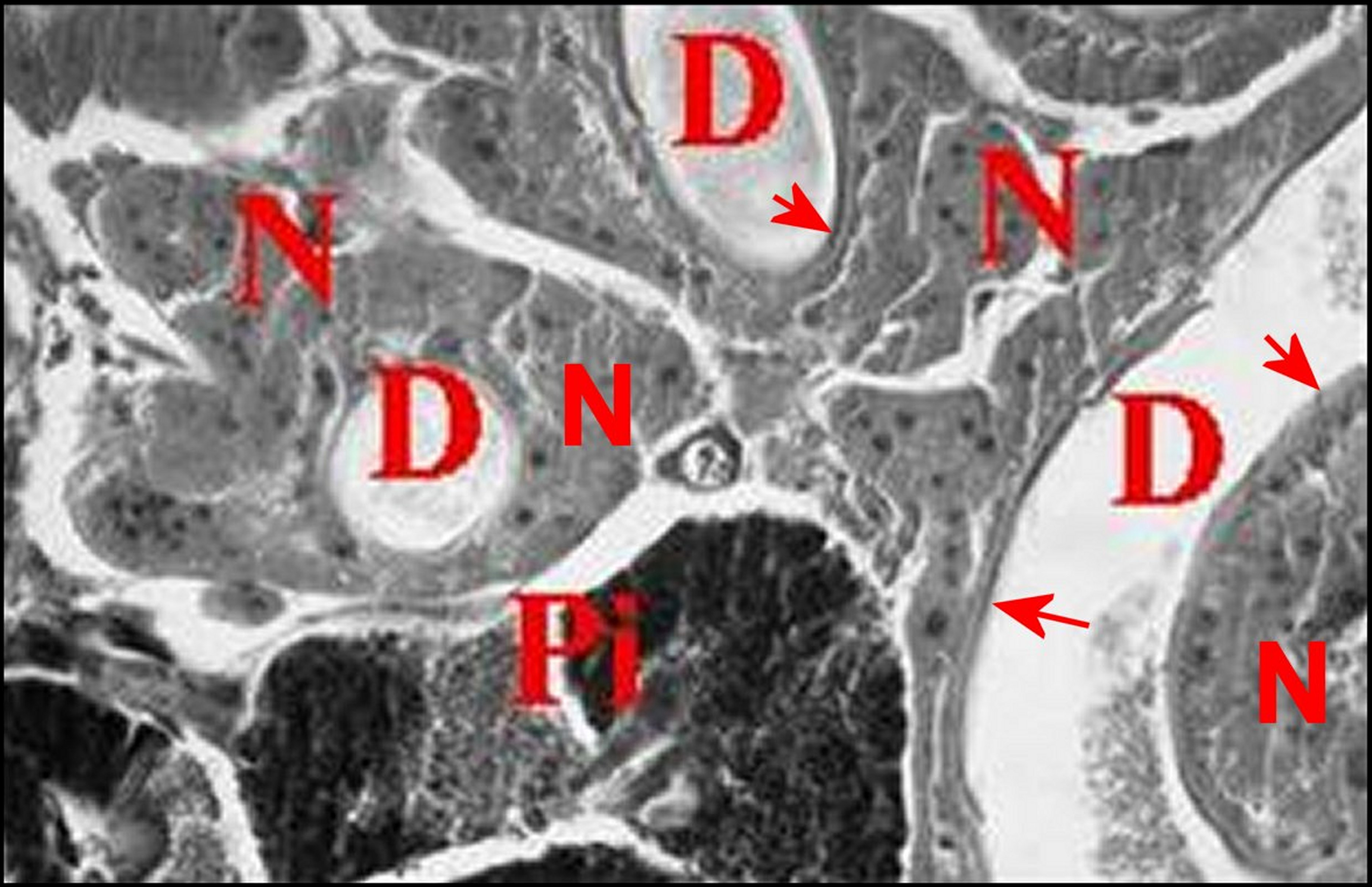
Fig.1 - Poecilopachys australasia femelle : glandes séricigènes agrégées et piriformes. D, canal excréteur de glande agrégée - N, nodules externes - Pi, glandes piriformes. Flèches : cuticule (A.Lopez,C.H.).

### Tissu endocrinoïde abdominal

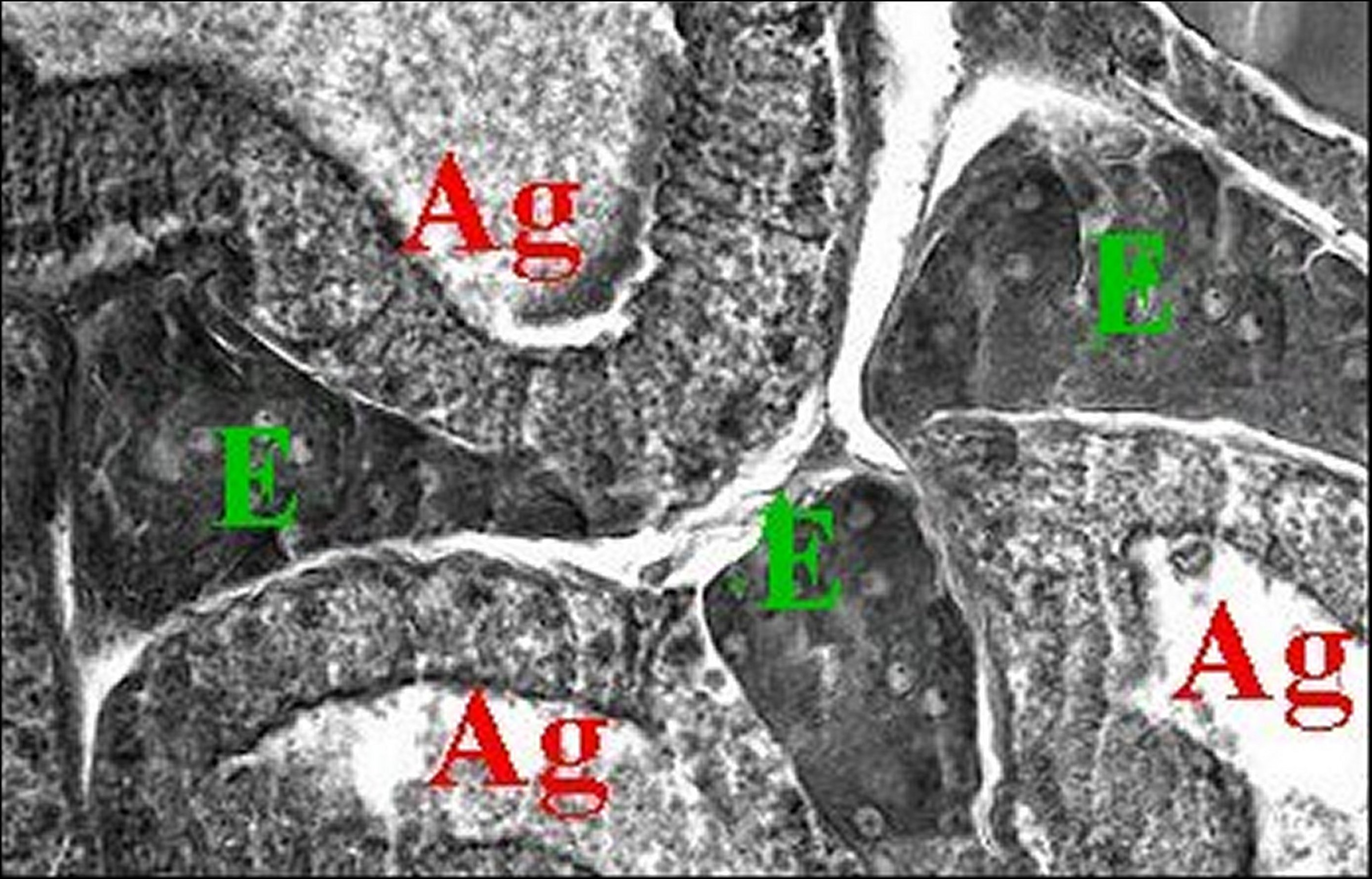
Fig.2 - Poecilopachys australasia femelle : coupe d'abdomen. Ag, glande agrégée (corps) - E, tissu endocrinoïde (A.Lopez,C.H.).

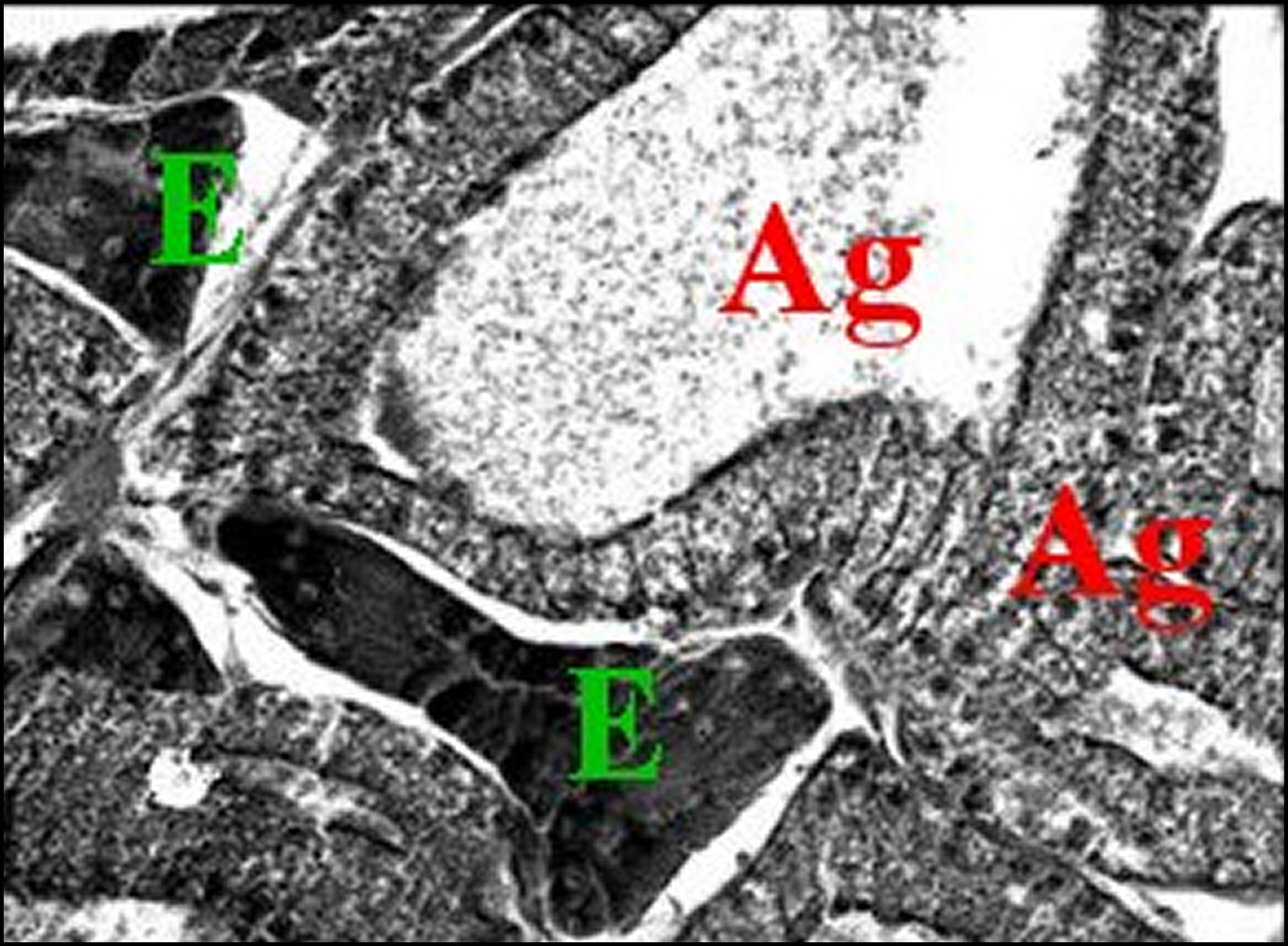
Fig.3 -Poecilopachys australasia, même femelle : autre coupe d'abdomen. Ag, glande agrégée (corps) - E, tissu endocrinoïde (A.Lopez,C.H.).

De plus, le même opisthosoma,  renferme un tissu glandulaire très particulier découvert en 1998 par A.Lopez dans des coupes histologiques sériées (C.H.)(Fig.2 et 3) d' exemplaires de Takapuna,Auckland, Nouvelle Zélande). Probablement de même nature que le "tissu folliculaire endocrinoïde" des Mastophora et de Celaenia , il présente  un développement aussi considérable. Insinué entre les lobes des énormes glandes agrégées, il se compose de massifs cellulaires en ilôts éosinophiles montrant de gros noyaux ronds vésiculeux, à nucléoles très apparents et de rares ébauches de cavités centrales (Fig.1 et 2). Ces structures, sans rapport de continuité avec les  glande séricigènes voisines, sont très différentes des extraordinaires "coussinets" à cellules géantes des "glandes botryoïdes" observées dans le genre Kaira.

## Comportement
La toile, tissée par la seule femelle, est une  construction géométrique orbiculaire modifiée. L' Araignée n'y capture que des Lépidoptères nocturnes (Hétérocères).

## Relations taxonomiques
Le tissu folliculaire endocrinoïde se présente comme une caractéristique majeure,  commune aux trois genres   Mastophora, Celaenia, Poecilopachys et justifiant, plus que toute autre considération, leur appartenance à une même série évolutive. Suggéré initialement part les Robinson (1975) et repris ensuite par Eberhard (1980) et l’un des précédents auteurs (Robinson, 1982), ce groupement monophylétique dériverait d’Orbitèles typiques, incluerait d’abord Poecilopachys et l’Araignée néo-guinéenne Pasilobus,  ensuite les Mastophoreae à "bolas" (Mastophora, Dicrostichus, Cladomelea) pour s’étendre enfin aux Celaenieae qui n'en produisent pas (Celaenia, Taczanowskia). Chez les trois genres, il semble bien que le tissu folliculaire, ininterprétable dans tout autre sens, soit  impliqué dans l'élaboration de substances volatiles attirant  les proies, exclusivement des papillons Hétérocères, vers le corps de l'araignée et son dispositif de capture.Plus récemment, il a été démontré par Tanikawa & al....

## Liste des espèces
Selon World Spider Catalog (version 17.0, 26/03/2016) :
- Poecilopachys australasia (Griffith & Pidgeon, 1833)
- Poecilopachys jenningsi (Rainbow, 1899)
- Poecilopachys minutissima Chrysanthus, 1971
- Poecilopachys speciosa (L. Koch, 1872)
- Poecilopachys verrucosa (L. Koch, 1871)

## Publication originale
- Simon, 1895 : Histoire naturelle des araignées. Paris, vol. 1, p. 761-1084 (texte intégral)